# WTA Tour 1987
Die WTA Tour 1987 (offiziell: Virginia Slims World Championships Series 1987) war der 17. Jahrgang der Damentennis-Turnierserie, die von der Women’s Tennis Association ausgetragen wird.
Der Teamwettbewerb Federation Cup wird wie die Grand-Slam-Turniere nicht von der WTA, sondern von der ITF organisiert. Er wird dennoch aufgeführt, da die Spitzenspielerinnen auch dort in der Regel spielen.

## Turnierplan
| Kategorie          |
| ------------------ |
| Grand Slam         |
| Tour Championships |

| Sonstige       |
| -------------- |
| Federation Cup |

### Erklärungen
Die Zeichenfolge von z. B. 128E/96Q/64D/32M hat folgende Bedeutung:

128E = 128 Spielerinnen spielen im Einzel

96Q = 96 Spielerinnen spielen die Qualifikation

64D = 64 Paarungen spielen im Doppel

32M = 32 Paarungen spielen im Mixed

### Dezember
| Datum 1 | Turnier                                                               | Sieger(in)                     | Finalgegner(in)                 | Ergebnis      |
| ------- | --------------------------------------------------------------------- | ------------------------------ | ------------------------------- | ------------- |
| 29.12.  | Jason 2000 Classic Brisbane, Australien 100.000 $ Rasen – 56E/32Q/32D | Hana Mandlíková                | Pam Shriver                     | 6:2, 2:6, 6:4 |
| 29.12.  | Jason 2000 Classic Brisbane, Australien 100.000 $ Rasen – 56E/32Q/32D | Hana Mandlíková Wendy Turnbull | Betsy Nagelsen Elizabeth Smylie | 6:4, 6:3      |

### Januar
| Datum 1 | Turnier                                                                               | Sieger(in)                            | Finalgegner(in)                  | Ergebnis       |
| ------- | ------------------------------------------------------------------------------------- | ------------------------------------- | -------------------------------- | -------------- |
| 05.01.  | Family Circle Open Sydney, Australien 150.000 $ Rasen – 56E/32Q/32D                   | Zina Garrison                         | Pam Shriver                      | 6:2, 6:4       |
| 05.01.  | Family Circle Open Sydney, Australien 150.000 $ Rasen – 56E/32Q/32D                   | Betsy Nagelsen Elizabeth Smylie       | Jenny Byrne Janine Thompson      | 6:7, 7:5, 6:1  |
| 12.01.  | Australian Open Melbourne, Australien Grand Slam – 670.161 $ Rasen – 128E/32Q/32D/32M | Hana Mandlíková                       | Martina Navratilova              | 7:5, 7:61      |
| 12.01.  | Australian Open Melbourne, Australien Grand Slam – 670.161 $ Rasen – 128E/32Q/32D/32M | Martina Navratilova Pam Shriver       | Zina Garrison Lori McNeil        | 6:1, 6:0       |
| 12.01.  | Australian Open Melbourne, Australien Grand Slam – 670.161 $ Rasen – 128E/32Q/32D/32M | Zina Garrison Sherwood Stewart        | Anne Hobbs Andrew Castle         | 3:6, 7:65, 6:3 |
| 26.01.  | Nutri-Metics International Open Auckland, Neuseeland 50.000 $ Hartplatz – 56E/24D     | Gretchen Magers                       | Terry Phelps                     | 6:2, 6:3       |
| 26.01.  | Nutri-Metics International Open Auckland, Neuseeland 50.000 $ Hartplatz – 56E/24D     | Anna Maria Fernández Julie Richardson | Gretchen Magers Elizabeth Minter | 4:6, 6:4, 6:2  |
| 26.01.  | Bridgestone Doubles Tokio, Japan 175.000 $ Teppich (Halle) – 8D                       | Claudia Kohde-Kilsch Helena Suková    | Elise Burgin Pam Shriver         | 6:1, 7:65      |

### Februar
| Datum 1 | Turnier                                                                                                   | Siegerin                                 | Finalgegnerin                      | Ergebnis      |
| ------- | --- | ---------------------------------------- | ---------------------------------- | ------------- |
| 02.02.  | Virginia Slims of Kansas Wichita, Vereinigte Staaten 75.000 $ Teppich (Halle) – 32E/32Q/16D               | Barbara Potter                           | Laryssa Sawtschenko                | 7:6, 7:6      |
| 02.02.  | Virginia Slims of Kansas Wichita, Vereinigte Staaten 75.000 $ Teppich (Halle) – 32E/32Q/16D               | Swetlana Parchomenko Laryssa Sawtschenko | Barbara Potter Wendy White         | 6:2, 6:4      |
| 09.02.  | Virginia Slims of California San Francisco, Vereinigte Staaten 150.000 $ Teppich (Halle) – 32E/16D        | Zina Garrison                            | Sylvia Hanika                      | 7:5, 4:6, 6:3 |
| 09.02.  | Virginia Slims of California San Francisco, Vereinigte Staaten 150.000 $ Teppich (Halle) – 32E/16D        | Hana Mandlíková Wendy Turnbull           | Zina Garrison Gabriela Sabatini    | 6:4, 7:6      |
| 09.02.  | Virginia Slims of Oklahoma Oklahoma City, Vereinigte Staaten 75.000 $ Hartplatz (Halle) – 32E/32Q/16D     | Elizabeth Smylie                         | Lori McNeil                        | 4:6, 6:3, 7:5 |
| 09.02.  | Virginia Slims of Oklahoma Oklahoma City, Vereinigte Staaten 75.000 $ Hartplatz (Halle) – 32E/32Q/16D     | Swetlana Parchomenko Laryssa Sawtschenko | Lori McNeil Kim Sands              | 6:4, 6:4      |
| 16.02.  | Virginia Slims of Florida Boca Raton, Vereinigte Staaten 250.000 $ Hartplatz – 56E/32Q/28D                | Steffi Graf                              | Helena Suková                      | 6:2, 6:3      |
| 16.02.  | Virginia Slims of Florida Boca Raton, Vereinigte Staaten 250.000 $ Hartplatz – 56E/32Q/28D                | Swetlana Parchomenko Laryssa Sawtschenko | Chris Evert Pam Shriver            | 6:0, 3:6, 6:2 |
| 23.02.  | Lipton International Players Championships Miami, Vereinigte Staaten 1.800.000 $ Hartplatz – 128E/64Q/64D | Steffi Graf                              | Chris Evert                        | 6:1, 6:2      |
| 23.02.  | Lipton International Players Championships Miami, Vereinigte Staaten 1.800.000 $ Hartplatz – 128E/64Q/64D | Martina Navratilova Pam Shriver          | Claudia Kohde-Kilsch Helena Suková | 6:3, 7:66     |

### März
| Datum 1 | Turnier                                                                                             | Siegerin                               | Finalgegnerin                   | Ergebnis      |
| ------- | --------------------------------------------------------------------------------------------------- | -------------------------------------- | ------------------------------- | ------------- |
| 09.03.  | Virginia Slims of Arizona Phoenix, Vereinigte Staaten 75.000 $ Hartplatz – 56E/24D                  | Anne White                             | Dianne Balestrat                | 6:1, 6:2      |
| 09.03.  | Virginia Slims of Arizona Phoenix, Vereinigte Staaten 75.000 $ Hartplatz – 56E/24D                  | Penny Barg Beth Herr                   | Mary-Lou Piatek Anne White      | 2:6, 6:2, 7:6 |
| 16.03.  | Virginia Slims of Dallas Dallas, Vereinigte Staaten 250.000 $ Teppich (Halle) – 32E/24Q/16D         | Chris Evert                            | Pam Shriver                     | 6:1, 6:3      |
| 16.03.  | Virginia Slims of Dallas Dallas, Vereinigte Staaten 250.000 $ Teppich (Halle) – 32E/24Q/16D         | Mary-Lou Piatek Anne White             | Elise Burgin Robin White        | 7:5, 6:3      |
| 23.03.  | Virginia Slims of Washington Washington, Vereinigte Staaten 150.000 $ Teppich (Halle) – 32E/29Q/16D | Hana Mandlíková                        | Barbara Potter                  | 6:4, 6:2      |
| 23.03.  | Virginia Slims of Washington Washington, Vereinigte Staaten 150.000 $ Teppich (Halle) – 32E/29Q/16D | Elise Burgin Pam Shriver               | Zina Garrison Lori McNeil       | 6:1, 3:6, 6:4 |
| 23.03.  | U.S. Indoors Piscataway, Vereinigte Staaten 150.000 $ Teppich (Halle) – 32E/14D                     | Helena Suková                          | Lori McNeil                     | 6:0, 6:3      |
| 23.03.  | U.S. Indoors Piscataway, Vereinigte Staaten 150.000 $ Teppich (Halle) – 32E/14D                     | Gigi Fernández Lori McNeil             | Betsy Nagelsen Elizabeth Smylie | 6:1, 6:4      |
| 30.03.  | Wild Dunes Charleston, Vereinigte Staaten 75.000 v$ Sandplatz – 56E/24D                             | Manuela Maleewa                        | Raffaella Reggi                 | 5:7, 6:2, 6:3 |
| 30.03.  | Wild Dunes Charleston, Vereinigte Staaten 75.000 v$ Sandplatz – 56E/24D                             | Laura Gildemeister Tine Scheuer-Larsen | Mercedes Paz Candy Reynolds     | 6:4, 6:4      |

### April
| Datum 1 | Turnier                                                                                             | Siegerin                              | Finalgegnerin                   | Ergebnis      |
| ------- | --------------------------------------------------------------------------------------------------- | ------------------------------------- | ------------------------------- | ------------- |
| 06.04.  | Family Circle Cup Hilton Head Island, Vereinigte Staaten 300.000 $ Sandplatz – 56E/32Q/28D          | Steffi Graf                           | Manuela Maleewa                 | 6:2, 4:6, 6:3 |
| 06.04.  | Family Circle Cup Hilton Head Island, Vereinigte Staaten 300.000 $ Sandplatz – 56E/32Q/28D          | Mercedes Paz Eva Pfaff                | Zina Garrison Lori McNeil       | 7:6, 7:5      |
| 13.04.  | Bausch & Lomb WTA Championships Amelia Island, Vereinigte Staaten 300.000 $ Sandplatz – 56E/32Q/28D | Steffi Graf                           | Hana Mandlíková                 | 6:3, 6:4      |
| 13.04.  | Bausch & Lomb WTA Championships Amelia Island, Vereinigte Staaten 300.000 $ Sandplatz – 56E/32Q/28D | Steffi Graf Gabriela Sabatini         | Hana Mandlíková Wendy Turnbull  | 3:6, 6:3, 7:5 |
| 13.04.  | Suntory Japan Open Tokio, Japan 75.000 $ Hartplatz – 32E/32Q/16D                                    | Katerina Maleewa                      | Barbara Gerken                  | 6:2, 6:3      |
| 13.04.  | Suntory Japan Open Tokio, Japan 75.000 $ Hartplatz – 32E/32Q/16D                                    | Kathy Jordan Betsy Nagelsen           | Sandy Collins Sharon Walsh-Pete | 6:3, 7:5      |
| 20.04.  | Taipei Women’s Championships Taipeh, Taiwan 50.000 $ Teppich (Halle) – 32E/32Q/16D                  | Anne Minter                           | Claudia Porwik                  | 6:4, 6:1      |
| 20.04.  | Taipei Women’s Championships Taipeh, Taiwan 50.000 $ Teppich (Halle) – 32E/32Q/16D                  | Cammy MacGregor Cynthia MacGregor     | Sandy Collins Sharon Walsh-Pete | 7:6, 5:7, 6:4 |
| 20.04.  | Virginia Slims of Houston Houston, Vereinigte Staaten 150.000 $ Sandplatz – 32E/31Q/16D             | Chris Evert                           | Martina Navratilova             | 3:6, 6:1, 7:6 |
| 20.04.  | Virginia Slims of Houston Houston, Vereinigte Staaten 150.000 $ Sandplatz – 32E/31Q/16D             | Kathy Jordan Martina Navratilova      | Zina Garrison Lori McNeil       | 6:2, 6:4      |
| 27.04.  | Eckerd Open Tampa, Vereinigte Staaten 150.000 $ Sandplatz – 32E/32Q/16D                             | Chris Evert                           | Kate Gompert                    | 6:3, 6:2      |
| 27.04.  | Eckerd Open Tampa, Vereinigte Staaten 150.000 $ Sandplatz – 32E/32Q/16D                             | Chris Evert Wendy Turnbull            | Elise Burgin Rosalyn Fairbank   | 6:4, 6:3      |
| 27.04.  | Singapore Open Singapur, Singapur 50.000 $ Hartplatz – 32E/28Q/16D                                  | Anne Minter                           | Barbara Gerken                  | 6:4, 6:1      |
| 27.04.  | Singapore Open Singapur, Singapur 50.000 $ Hartplatz – 32E/28Q/16D                                  | Anna Maria Fernández Julie Richardson | Barbara Gerken Heather Ludloff  | 6:1, 6:4      |

### Mai
| Datum 1 | Turnier                                                                                   | Sieger(in)                            | Finalgegner(in)                        | Ergebnis      |
| ------- | ----------------------------------------------------------------------------------------- | ------------------------------------- | -------------------------------------- | ------------- |
| 04.05.  | Italian Open Rom, Italien 150.000 $ Sandplatz – 56E/24Q/28D                               | Steffi Graf                           | Gabriela Sabatini                      | 7:5, 4:6, 6:0 |
| 04.05.  | Italian Open Rom, Italien 150.000 $ Sandplatz – 56E/24Q/28D                               | Martina Navratilova Gabriela Sabatini | Claudia Kohde-Kilsch Helena Suková     | 6:4, 6:1      |
| 11.05.  | German Open Berlin (West), Bundesrepublik Deutschland 150.000 v$ Sandplatz – 56E/24D      | Steffi Graf                           | Claudia Kohde-Kilsch                   | 6:2, 6:3      |
| 11.05.  | German Open Berlin (West), Bundesrepublik Deutschland 150.000 v$ Sandplatz – 56E/24D      | Claudia Kohde-Kilsch Helena Suková    | Catarina Lindqvist Tine Scheuer-Larsen | 6:1, 6:2      |
| 18.05.  | European Open Genf, Schweiz 100.000 $ Sandplatz – 56E/24D                                 | Chris Evert                           | Manuela Maleewa                        | 6:3, 4:6, 6:2 |
| 18.05.  | European Open Genf, Schweiz 100.000 $ Sandplatz – 56E/24D                                 | Betsy Nagelsen Elizabeth Smylie       | Laura Gildemeister Catherine Tanvier   | 4:6, 6:4, 6:3 |
| 18.05.  | Grand Prix de Strasbourg Straßburg, Frankreich 75.000 $ Sandplatz – 32E/32Q/16D           | Carling Bassett                       | Sandra Cecchini                        | 6:3, 6:4      |
| 18.05.  | Grand Prix de Strasbourg Straßburg, Frankreich 75.000 $ Sandplatz – 32E/32Q/16D           | Jana Novotná Catherine Suire          | Kathleen Horvath Marcella Mesker       | 6:0, 6:2      |
| 25.05.  | French Open Paris, Frankreich Grand Slam – 1.325.000 $ Sandplatz (Rot) – 128E/64Q/64D/56M | Steffi Graf                           | Martina Navratilova                    | 6:4, 4:6, 8:6 |
| 25.05.  | French Open Paris, Frankreich Grand Slam – 1.325.000 $ Sandplatz (Rot) – 128E/64Q/64D/56M | Martina Navratilova Pam Shriver       | Steffi Graf Gabriela Sabatini          | 6:2, 6:1      |
| 25.05.  | French Open Paris, Frankreich Grand Slam – 1.325.000 $ Sandplatz (Rot) – 128E/64Q/64D/56M | Pam Shriver Emilio Sánchez            | Lori McNeil Sherwood Stewart           | 6:3, 7:65     |

### Juni
| Datum 1 | Turnier                                                                                             | Sieger(in)                               | Finalgegner(in)                   | Ergebnis      |
| ------- | --------------------------------------------------------------------------------------------------- | ---------------------------------------- | --------------------------------- | ------------- |
| 08.06.  | The Dow Chemical Classic Birmingham, Großbritannien 150.000 $ Rasen – 56E/32Q/22D                   | Pam Shriver                              | Laryssa Sawtschenko               | 4:6, 6:2, 6:2 |
| 08.06.  | The Dow Chemical Classic Birmingham, Großbritannien 150.000 $ Rasen – 56E/32Q/22D                   |                                          |                                   |               |
| 15.06.  | Pilkington Glass Ladies Championships Eastbourne, Großbritannien 200.000 $ Rasen – 64E/32Q/32D      | Helena Suková                            | Martina Navratilova               | 7:6, 6:3      |
| 15.06.  | Pilkington Glass Ladies Championships Eastbourne, Großbritannien 200.000 $ Rasen – 64E/32Q/32D      | Swetlana Parchomenko Laryssa Sawtschenko | Rosalyn Fairbank Elizabeth Smylie | 7:6, 4:6, 7:5 |
| 22.06.  | Wimbledon Championships Wimbledon, Großbritannien Grand Slam – 1.467.542 $ Rasen – 128E/64Q/64D/64M | Martina Navratilova                      | Steffi Graf                       | 7:5, 6:3      |
| 22.06.  | Wimbledon Championships Wimbledon, Großbritannien Grand Slam – 1.467.542 $ Rasen – 128E/64Q/64D/64M | Claudia Kohde-Kilsch Helena Suková       | Betsy Nagelsen Elizabeth Smylie   | 7:5, 7:5      |
| 22.06.  | Wimbledon Championships Wimbledon, Großbritannien Grand Slam – 1.467.542 $ Rasen – 128E/64Q/64D/64M | Jo Durie Jeremy Bates                    | Nicole Provis Darren Cahill       | 7:610, 6:3    |

### Juli
| Datum 1 | Turnier                                                                                           | Siegerin                       | Finalgegnerin                     | Ergebnis      |
| ------- | ------------------------------------------------------------------------------------------------- | ------------------------------ | --------------------------------- | ------------- |
| 06.07.  | Belgian Open Knokke-Heist, Belgien 75.000 $ Sandplatz – 32E/32Q/16D                               | Kathleen Horvath               | Bettina Bunge                     | 6:1, 7:6      |
| 06.07.  | Belgian Open Knokke-Heist, Belgien 75.000 $ Sandplatz – 32E/32Q/16D                               | Bettina Bunge Manuela Maleewa  | Kathleen Horvath Marcella Mesker  | 4:6, 6:4, 6:4 |
| 06.07.  | Volvo Ladies Event Båstad, Schweden 75.000 $ Sandplatz – 32E/31Q/16D                              | Sandra Cecchini                | Catarina Lindqvist                | 6:4, 6:4      |
| 06.07.  | Volvo Ladies Event Båstad, Schweden 75.000 $ Sandplatz – 32E/31Q/16D                              | Penny Barg Tine Scheuer-Larsen | Sandra Cecchini Patricia Tarabini | 6:1, 6:2      |
| 13.07.  | Virginia Slims of Newport Newport, Vereinigte Staaten 150.000 $ Rasen – 32E/32Q/16D               | Pam Shriver                    | Wendy White                       | 6:2, 6:4      |
| 13.07.  | Virginia Slims of Newport Newport, Vereinigte Staaten 150.000 $ Rasen – 32E/32Q/16D               | Gigi Fernández Lori McNeil     | Anne Hobbs Kathy Jordan           | 7:6, 7:5      |
| 20.07.  | Federation Cup Finale Vancouver, Kanada Hartplatz                                                 | Deutschland                    | Vereinigte Staaten                | 2:1           |
| 27.07.  | Women’s California State Championships Aptos, Vereinigte Staaten 50.000 $ Hartplatz – 32E/32Q/16D | Elly Hakami                    | Melissa Gurney                    | 6:3, 6:4      |
| 27.07.  | Women’s California State Championships Aptos, Vereinigte Staaten 50.000 $ Hartplatz – 32E/32Q/16D | Kathy Jordan Robin White       | Lea Antonoplis Barbara Gerken     | 6:1, 6:0      |

### August
| Datum 1 | Turnier                                                                                             | Sieger(in)                         | Finalgegner(in)                    | Ergebnis      |
| ------- | --------------------------------------------------------------------------------------------------- | ---------------------------------- | ---------------------------------- | ------------- |
| 03.08.  | Virginia Slims of San Diego San Diego, Vereinigte Staaten 75.000 $ Hartplatz – 56E/24D              | Raffaella Reggi                    | Anne Minter                        | 6:0, 6:4      |
| 03.08.  | Virginia Slims of San Diego San Diego, Vereinigte Staaten 75.000 $ Hartplatz – 56E/24D              | Jana Novotná Catherine Suire       | Elise Burgin Sharon Walsh-Pete     | 6:3, 6:4      |
| 10.08.  | Virginia Slims of Los Angeles Manhattan Beach, Vereinigte Staaten 250.000 $ Hartplatz – 56E/32Q/28D | Steffi Graf                        | Chris Evert                        | 6:3, 6:4      |
| 10.08.  | Virginia Slims of Los Angeles Manhattan Beach, Vereinigte Staaten 250.000 $ Hartplatz – 56E/32Q/28D | Martina Navratilova Pam Shriver    | Zina Garrison Lori McNeil          | 6:3, 6:4      |
| 17.08.  | Canadian Open Downsview Toronto, Kanada 250.000 $ Hartplatz – 56E/32Q/28D                           | Pam Shriver                        | Zina Garrison                      | 6:4, 6:1      |
| 17.08.  | Canadian Open Downsview Toronto, Kanada 250.000 $ Hartplatz – 56E/32Q/28D                           | Zina Garrison Lori McNeil          | Claudia Kohde-Kilsch Helena Suková | 6:1, 6:2      |
| 24.08.  | United Jersey Bank Classic Mahwah, Vereinigte Staaten 150.000 $ Hartplatz – 28E/48Q/16D             | Manuela Maleewa                    | Sylvia Hanika                      | 1:6, 6:4, 6:1 |
| 24.08.  | United Jersey Bank Classic Mahwah, Vereinigte Staaten 150.000 $ Hartplatz – 28E/48Q/16D             | Gigi Fernández Lori McNeil         | Anne Hobbs Elizabeth Smylie        | 6:3, 6:2      |
| 31.08.  | US Open New York, Vereinigte Staaten Grand Slam – 1.666.667 $ Hartplatz – 128E/64Q/64D              | Martina Navratilova                | Steffi Graf                        | 7:64, 6:1     |
| 31.08.  | US Open New York, Vereinigte Staaten Grand Slam – 1.666.667 $ Hartplatz – 128E/64Q/64D              | Martina Navratilova Pam Shriver    | Kathy Jordan Elizabeth Smylie      | 5:7, 6:4, 6:2 |
| 31.08.  | US Open New York, Vereinigte Staaten Grand Slam – 1.666.667 $ Hartplatz – 128E/64Q/64D              | Martina Navratilova Emilio Sánchez | Betsy Nagelsen Paul Annacone       | 6:4, 6:7, 7:6 |

### September
| Datum 1 | Turnier                                                                                               | Siegerin                            | Finalgegnerin                       | Ergebnis      |
| ------- | --- | ----------------------------------- | ----------------------------------- | ------------- |
| 14.09.  | Pan Pacific Open Tokio, Japan 250.000 $ Teppich (Halle) – 28E/32Q/16D                                 | Gabriela Sabatini                   | Manuela Maleewa                     | 6:4, 7:6      |
| 14.09.  | Pan Pacific Open Tokio, Japan 250.000 $ Teppich (Halle) – 28E/32Q/16D                                 | Anne White Robin White              | Katerina Maleewa Manuela Maleewa    | 6:1, 6:2      |
| 21.09.  | Citizen Cup Hamburg, Bundesrepublik Deutschland 150.000 $ Sandplatz – 56E/28D                         | Steffi Graf                         | Isabel Cueto                        | 6:2, 6:2      |
| 21.09.  | Citizen Cup Hamburg, Bundesrepublik Deutschland 150.000 $ Sandplatz – 56E/28D                         | Claudia Kohde-Kilsch Jana Novotná   | Natalja Bykowa Leila Mes’chi        | 7:6, 7:6      |
| 28.09.  | First Clarins Open Paris, Frankreich 50.000 $ Sandplatz – 32E/32Q/16D                                 | Sabrina Goleš                       | Sandra Wasserman                    | 7:5, 6:1      |
| 28.09.  | First Clarins Open Paris, Frankreich 50.000 $ Sandplatz – 32E/32Q/16D                                 | Isabelle Demongeot Nathalie Tauziat | Sandra Cecchini Sabrina Goleš       | 1:6, 6:3, 6:3 |
| 28.09.  | Virginia Slims of New Orleans New Orleans, Vereinigte Staaten 150.000 $ Teppich (Halle) – 32E/30Q/16D | Chris Evert                         | Lori McNeil                         | 6.3, 7:5      |
| 28.09.  | Virginia Slims of New Orleans New Orleans, Vereinigte Staaten 150.000 $ Teppich (Halle) – 32E/30Q/16D | Zina Garrison Lori McNeil           | Peanut Louie-Harper Heather Ludloff | 6:3, 6:3      |

### Oktober
| Datum 1 | Turnier                                                                                                   | Siegerin                          | Finalgegnerin                         | Ergebnis      |
| ------- | --- | --------------------------------- | ------------------------------------- | ------------- |
| 05.10.  | Athens Trophy Athen, Griechenland 75.000 $ Sandplatz – 32E/29Q/16D                                        | Katerina Maleewa                  | Julie Halard                          | 6:1, 6:0      |
| 05.10.  | Athens Trophy Athen, Griechenland 75.000 $ Sandplatz – 32E/29Q/16D                                        | Andrea Betzner Judith Wiesner     | Kathleen Horvath Dinky Van Rensburg   | 6:4, 7:6      |
| 12.10.  | Honda Classic San Juan, Puerto Rico 75.000 $ Hartplatz – 56E/24D                                          | Stephanie Rehe                    | Camille Benjamin                      | 7:5, 7:6      |
| 12.10.  | Honda Classic San Juan, Puerto Rico 75.000 $ Hartplatz – 56E/24D                                          | Lise Gregory Ronnie Reis          | Cammy MacGregor Cynthia MacGregor     | 7:5, 7:5      |
| 12.10.  | Porsche Tennis Grand Prix Filderstadt, Bundesrepublik Deutschland 175.000 $ Teppich (Halle) – 32E/32Q/16D | Martina Navratilova               | Chris Evert                           | 7:5, 6:1      |
| 12.10.  | Porsche Tennis Grand Prix Filderstadt, Bundesrepublik Deutschland 175.000 $ Teppich (Halle) – 32E/32Q/16D | Martina Navratilova Pam Shriver   | Zina Garrison Lori McNeil             | 6:1, 6:2      |
| 19.10.  | Volvo Classic Brighton, Großbritannien 200.000 $ Teppich (Halle) – 32E/31Q/16D                            | Gabriela Sabatini                 | Pam Shriver                           | 7:5, 6:4      |
| 19.10.  | Volvo Classic Brighton, Großbritannien 200.000 $ Teppich (Halle) – 32E/31Q/16D                            | Kathy Jordan Helena Suková        | Tine Scheuer-Larsen Catherine Tanvier | 7:5, 6:1      |
| 26.10.  | European Indoors Zürich, Schweiz 150.000 $ Teppich (Halle) – 32E/32Q/16D                                  | Steffi Graf                       | Hana Mandlíková                       | 6:2, 6:2      |
| 26.10.  | European Indoors Zürich, Schweiz 150.000 $ Teppich (Halle) – 32E/32Q/16D                                  | Nathalie Herreman Pascale Paradis | Jana Novotná Catherine Suire          | 6:3, 2:6, 6:3 |
| 26.10.  | Virginia Slims of Indianapolis Indianapolis, Vereinigte Staaten 75.000 $ Hartplatz (Halle) – 56E/20Q/24D  | Halle Cioffi                      | Anne Smith                            | 4:6, 6:4, 7:6 |
| 26.10.  | Virginia Slims of Indianapolis Indianapolis, Vereinigte Staaten 75.000 $ Hartplatz (Halle) – 56E/20Q/24D  | Jenny Byrne Michelle Jaggard      | Beverly Bowes Hu Na                   | 6:2, 6:3      |

### November
| Datum 1 | Turnier                                                                                         | Siegerin                           | Finalgegnerin                           | Ergebnis           |
| ------- | ----------------------------------------------------------------------------------------------- | ---------------------------------- | --------------------------------------- | ------------------ |
| 02.11.  | Virginia Slims of Arkansas Little Rock, Vereinigte Staaten 75.000 $ Hartplatz – 32E/28Q/16D     | Sandra Cecchini                    | Natallja Swerawa                        | 0:6, 6:1, 6:3      |
| 02.11.  | Virginia Slims of Arkansas Little Rock, Vereinigte Staaten 75.000 $ Hartplatz – 32E/28Q/16D     | Mary-Lou Daniels Robin White       | Lea Antonoplis Barbara Gerken           | 6:2, 6:4           |
| 02.11.  | Virginia Slims of New England Worcester, Vereinigte Staaten 250.000 $ Teppich (Halle) – 32E/16D | Pam Shriver                        | Chris Evert                             | 6:4, 4:6, 6:0      |
| 02.11.  | Virginia Slims of New England Worcester, Vereinigte Staaten 250.000 $ Teppich (Halle) – 32E/16D | Elise Burgin Rosalyn Fairbank      | Bettina Bunge Eva Pfaff                 | 6:4, 6:4           |
| 09.11.  | Virginia Slims of Chicago Chicago, Vereinigte Staaten 150.000 $ Teppich (Halle) – 32E/27Q/16D   | Martina Navratilova                | Natallja Swerawa                        | 6:1, 6:2           |
| 09.11.  | Virginia Slims of Chicago Chicago, Vereinigte Staaten 150.000 $ Teppich (Halle) – 32E/27Q/16D   | Claudia Kohde-Kilsch Helena Suková | Zina Garrison Lori McNeil               | 6:4, 6:3           |
| 16.11.  | VS Championships New York, Vereinigte Staaten Masters – 1.000.000 $ Teppich (Halle) – 16E/8D    | Steffi Graf                        | Gabriela Sabatini                       | 4:6, 6:4, 6:0, 6:4 |
| 16.11.  | VS Championships New York, Vereinigte Staaten Masters – 1.000.000 $ Teppich (Halle) – 16E/8D    | Martina Navratilova Pam Shriver    | Claudia Kohde-Kilsch Helena Suková      | 6:1, 6:1           |
| 30.11.  | Argentinian Open Buenos Aires, Argentinien 50.000 $ Sandplatz – 56E/24D                         | Gabriela Sabatini                  | Isabel Cueto                            | 6:0, 6:2           |
| 30.11.  | Argentinian Open Buenos Aires, Argentinien 50.000 $ Sandplatz – 56E/24D                         | Mercedes Paz Gabriela Sabatini     | Jill Hetherington Christiane Jolissaint | 6:2, 6:2           |

### Dezember
| Datum 1 | Turnier                                                        | Siegerin                   | Finalgegnerin                  | Ergebnis      |
| ------- | -------------------------------------------------------------- | -------------------------- | ------------------------------ | ------------- |
| 07.12.  | Brazilian Open Guarujá, Brasilien 50.000 $ Sandplatz – 32E/16D | Neige Dias                 | Pat Medrado                    | 6:0, 6:7, 6:4 |
| 07.12.  | Brazilian Open Guarujá, Brasilien 50.000 $ Sandplatz – 32E/16D | Katrina Adams Cheryl Jones | Jill Hetherington Mercedes Paz | 6:4, 4:6, 6:4 |